# Barbazan-Debat
Barbazan-Debat település Franciaországban, Hautes-Pyrénées megyében. Lakosainak száma 3495 fő (2022. január 1.). Barbazan-Debat Sarrouilles, Allier, Angos, Calavanté, Lansac, Laslades, Lespouey, Salles-Adour, Séméac és Soues községekkel határos.

## Népesség
A település népességének változása:
| Lakosok száma | 3437 | 3415 | 3543 | 3463 | 3481 | 3498 | 3497 | 3500 | 3495 |
|               | 2013 | 2015 | 2016 | 2017 | 2018 | 2019 | 2020 | 2021 | 2022 |